# Nachtjagdgeschwader 11
Nachtjagdgeschwader 11 foi uma unidade aérea da Luftwaffe que prestou serviço durante a Segunda Guerra Mundial. Foi formada a 20 de Agosto de 1944, composta por um Gruppe.